# Itope
Itope ist ein Verwaltungsbezirk (Ward) des Distrikts Kyela in der tansanischen Region Mbeya. Er grenzt im Nordwesten an den Bezirk Busale, im Norden an Ipande, im Nordosten an Mwaya, im Südosten an Kyela, im Süden an Ikimba und im Westen an Ngana. 

## Geografie
Itope ist ein Bezirk im Südwesten von Tansania nordwestlich der Distrikthauptstadt Kyela. Die Grenze im Norden und im Nordosten bildet der Fluss Kiwira. Die Fläche des Bezirks beträgt 29,6 Quadratkilometer und bei der Volkszählung 2022 lebten hier 5898 Menschen in 1562 Haushalten.

## Gliederung
Der Bezirk besteht aus drei Orten (Kitongoji):
- Itope
- Kandete
- Kikusya

## Wirtschaft und Infrastruktur
- Bildung: Die weiterführende Itope Secondary School bildet Mädchen und Burschen bis zur 4. Stufe aus.[6]
- Gesundheit: Im Bezirk befinden sich zwei staatliche Apotheken, je eine im Ort Itope[7] und Kandete.[8]
- Straße: Durch den Westen des Bezirks verläuft die Nationalstraße T10, die nach Süden über Kasulu nach Malawi führt.[9][2]